# Schönau-Berzdorf auf dem Eigen
Schönau-Berzdorf auf dem Eigen (amtlich Schönau-Berzdorf a. d. Eigen, obersorbisch Sunow-Bartono) ist eine sächsische Gemeinde im Landkreis Görlitz. Sie liegt in der historischen Landschaft Eigen und gehört der Verwaltungsgemeinschaft Bernstadt/Schönau-Berzdorf an.

## Geografie und Verkehr
Die Gemeinde Schönau-Berzdorf liegt im östlichen Teil des Landkreises, etwa 9 km südwestlich von Görlitz und 15 km östlich von Löbau. Die B 99 und die Grenze zu Polen verlaufen östlich des Gemeindegebietes. Die Gemeinde liegt am neu entstandenen Berzdorfer See, der aus dem Braunkohletagebau Berzdorf hervorgegangen ist.
Die Gemeinde besteht aus den Ortsteilen Kiesdorf auf dem Eigen und Schönau-Berzdorf auf dem Eigen. Letzterer entstand 1963 aus dem Zusammenschluss von Schönau auf dem Eigen und Berzdorf auf dem Eigen. Zwischen Schönau und Berzdorf entstand 1920 die Bergarbeitersiedlung Neuberzdorf.

## Geschichte

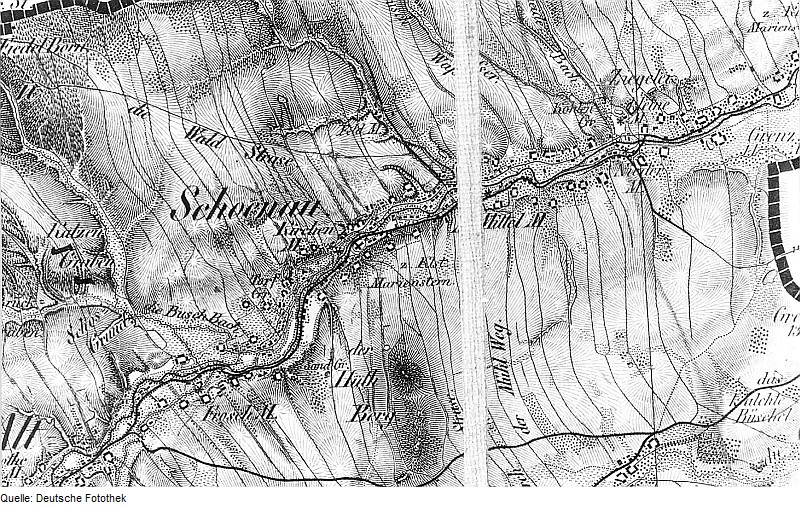
Karte von Oberreit mit Schönau um 1845

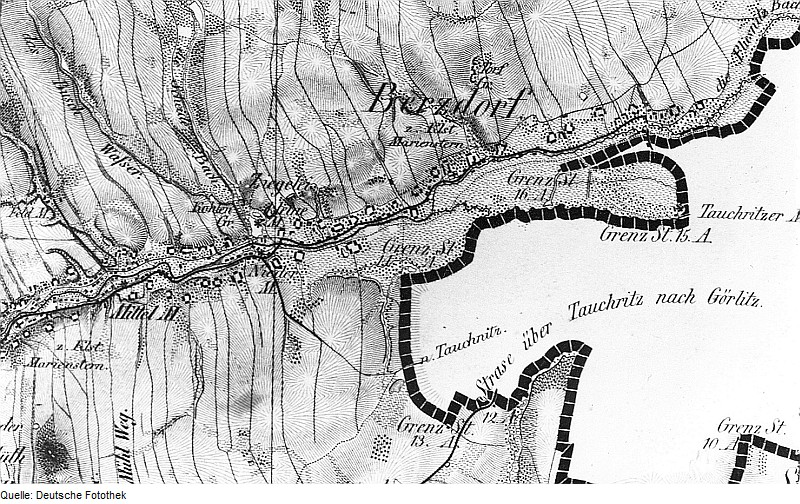
Karte von Oberreit mit Berzdorf um 1845

Der Ortsteil Schönau auf dem Eigen wird im Jahr 1264 und Berzdorf auf dem Eigen wird im Jahr 1280 erstmals als Besitz des Klosters St. Marienstern urkundlich erwähnt.
Um 1835 wird die erste Kohle über Tiefbauschächte abgebaut. In der Folgezeit wird der Abbau zu einem Tagebau erweitert, der 1927 stillgelegt und geflutet wird. 1946 wurde der Tagebau wieder aufgeschlossen, trockengelegt und es wurde in ihm wieder Kohle abgebaut. Ab 1962 ist eine Ortsverlegung Berzdorfs im Gange, die am 18. Juli 1963 zur Zusammenführung von Schönau und Berzdorf führt. Der Ortsabbruch des ursprünglichen Ortes Berzdorf sowie große Teile des ab 1920 entstandenen Neuberzdorf durch den Tagebau Berzdorf erfolgt ab 1969.
Der Ortsteil Kiesdorf auf dem Eigen wird um das Jahr 1200 (nach seinem Anführer Kezeling benannt) gegründet. Im Jahr 1264 wird es als Besitz des Klosters St. Marienstern erstmals urkundlich erwähnt. Seit 1994 ist Kiesdorf Teil der Gemeinde Schönau-Berzdorf.

## Religion
26 % der Einwohner von Schönau-Berzdorf sind evangelisch, 3 % katholisch. Die Kirche St. Georg gehört zur Kirchengemeinde auf dem Eigen im Kirchenbezirk Löbau-Zittau der Evangelisch-Lutherischen Landeskirche Sachsens. Die wenigen Katholiken gehören zur Pfarrei St. Marien mit Sitz in Zittau im Bistum Dresden-Meißen; die nächste Filialkirche ist St. Nikolaus in Bernstadt-Kunnersdorf auf dem Eigen.

## Politik

### Gemeinderat
Seit der Kommunalwahl am 9. Juni 2024 verteilen sich die neun Sitze des Gemeinderates folgendermaßen auf die einzelnen Gruppierungen:
- Wählergemeinschaft für Schönau und Kiesdorf (WGSK): 3 Sitze
- CDU: 1 Sitz
- Freiwillige Feuerwehr Kiesdorf (FFw): 1 Sitz
- Schönauer Karnevalsclub (SKC): 1 Sitz
- SV Schönau-Berzdorf e. V. (SVSB): 1 Sitz
- Jugendclub e. V.: 1 Sitz
- AfD: 1 Sitz

| Gemeinderat ab 2024Insgesamt 9 Sitze - WGSK: 3 - SVSB: 1 - SKC: 1 - JC: 1 - FFw: 1 - CDU: 1 - AfD: 1 Ein Sitz bleibt unbesetzt. Der Gemeinderat verkleinert sich entsprechend. | Liste                                       | 2024   | 2024   | 2019   | 2019   | 2014   | 2014   |
| Gemeinderat ab 2024Insgesamt 9 Sitze - WGSK: 3 - SVSB: 1 - SKC: 1 - JC: 1 - FFw: 1 - CDU: 1 - AfD: 1 Ein Sitz bleibt unbesetzt. Der Gemeinderat verkleinert sich entsprechend. | Liste                                       | Sitze  | in %   | Sitze  | in %   | Sitze  | in %   |
| Gemeinderat ab 2024Insgesamt 9 Sitze - WGSK: 3 - SVSB: 1 - SKC: 1 - JC: 1 - FFw: 1 - CDU: 1 - AfD: 1 Ein Sitz bleibt unbesetzt. Der Gemeinderat verkleinert sich entsprechend. | Wählergemeinschaft für Schönau und Kiesdorf | 3      | 34,9   | –      | –      | –      | –      |
| Gemeinderat ab 2024Insgesamt 9 Sitze - WGSK: 3 - SVSB: 1 - SKC: 1 - JC: 1 - FFw: 1 - CDU: 1 - AfD: 1 Ein Sitz bleibt unbesetzt. Der Gemeinderat verkleinert sich entsprechend. | AfD                                         | 1      | 19,1   | –      | –      | –      | –      |
| Gemeinderat ab 2024Insgesamt 9 Sitze - WGSK: 3 - SVSB: 1 - SKC: 1 - JC: 1 - FFw: 1 - CDU: 1 - AfD: 1 Ein Sitz bleibt unbesetzt. Der Gemeinderat verkleinert sich entsprechend. | SV Schönau-Berzdorf e. V.                   | 1      | 12,4   | 1      | 13,1   | 1      | 10,6   |
| Gemeinderat ab 2024Insgesamt 9 Sitze - WGSK: 3 - SVSB: 1 - SKC: 1 - JC: 1 - FFw: 1 - CDU: 1 - AfD: 1 Ein Sitz bleibt unbesetzt. Der Gemeinderat verkleinert sich entsprechend. | Schönauer Karnevalsclub                     | 1      | 11,1   | 1      | 13,0   | 2      | 12,9   |
| Gemeinderat ab 2024Insgesamt 9 Sitze - WGSK: 3 - SVSB: 1 - SKC: 1 - JC: 1 - FFw: 1 - CDU: 1 - AfD: 1 Ein Sitz bleibt unbesetzt. Der Gemeinderat verkleinert sich entsprechend. | CDU                                         | 1      | 8,6    | 4      | 33,3   | 5      | 39,9   |
| Gemeinderat ab 2024Insgesamt 9 Sitze - WGSK: 3 - SVSB: 1 - SKC: 1 - JC: 1 - FFw: 1 - CDU: 1 - AfD: 1 Ein Sitz bleibt unbesetzt. Der Gemeinderat verkleinert sich entsprechend. | Jugendclub e. V.                            | 1      | 7,6    | 1      | 11,4   | –      | –      |
| Gemeinderat ab 2024Insgesamt 9 Sitze - WGSK: 3 - SVSB: 1 - SKC: 1 - JC: 1 - FFw: 1 - CDU: 1 - AfD: 1 Ein Sitz bleibt unbesetzt. Der Gemeinderat verkleinert sich entsprechend. | Freiwillige Feuerwehr Kiesdorf              | 1      | 6,3    | 1      | 14,7   | 1      | 12,9   |
| Gemeinderat ab 2024Insgesamt 9 Sitze - WGSK: 3 - SVSB: 1 - SKC: 1 - JC: 1 - FFw: 1 - CDU: 1 - AfD: 1 Ein Sitz bleibt unbesetzt. Der Gemeinderat verkleinert sich entsprechend. | SPD                                         | –      | –      | –      | 3,1    | –      | 6,0    |
| Gemeinderat ab 2024Insgesamt 9 Sitze - WGSK: 3 - SVSB: 1 - SKC: 1 - JC: 1 - FFw: 1 - CDU: 1 - AfD: 1 Ein Sitz bleibt unbesetzt. Der Gemeinderat verkleinert sich entsprechend. | KGSB                                        | –      | –      | –      | 2,5    | –      | –      |
| Gemeinderat ab 2024Insgesamt 9 Sitze - WGSK: 3 - SVSB: 1 - SKC: 1 - JC: 1 - FFw: 1 - CDU: 1 - AfD: 1 Ein Sitz bleibt unbesetzt. Der Gemeinderat verkleinert sich entsprechend. | BI                                          | –      | –      | –      | –      | –      | 6,3    |
| Gemeinderat ab 2024Insgesamt 9 Sitze - WGSK: 3 - SVSB: 1 - SKC: 1 - JC: 1 - FFw: 1 - CDU: 1 - AfD: 1 Ein Sitz bleibt unbesetzt. Der Gemeinderat verkleinert sich entsprechend. | Wahldiagramm                                | 73,5 % | 73,5 % | 67,2 % | 67,2 % | 59,2 % | 59,2 % |

### Bürgermeister
Im Juni 2015 wurde Christian Hänel wiedergewählt. 2022 wurde er abgelöst durch Luisa Rönisch. 
| Wahl | Bürgermeister   | Vorschlag           | Wahlergebnis (in %) |
| ---- | --------------- | ------------------- | ------------------- |
| 2022 | Luisa Rönisch   | SV Schönau-Berzdorf | 70,3                |
| 2015 | Christian Hänel | Hänel               | 97,2                |
| 2008 | Christian Hänel | Hänel               | 96,9                |
| 2001 | Christian Hänel | Hänel               | 98,5                |

## Sehenswürdigkeiten
Die Kulturdenkmale sind in der Liste der Kulturdenkmale in Schönau-Berzdorf auf dem Eigen erfasst.
- Aussichtsturm Neuberzdorfer Höhe
- Berzdorfer See
- Heimatstube
- Hutberg
- Kirche St. Georg aus dem 14. Jahrhundert
- Umgebindehäuser
- Quärgelberg bei Kiesdorf mit Basaltsäulen

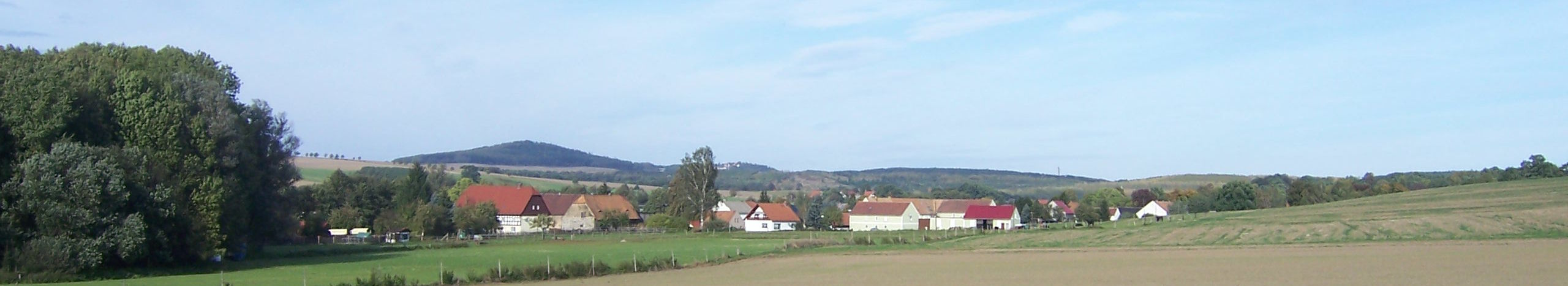
Blick auf Schönau auf dem Eigen

- Generationscafé[9]

### Naturschutz
- Siehe auch: Liste der Naturdenkmale in Schönau-Berzdorf auf dem Eigen

## Persönlichkeiten des Ortes
- Johann Gottlieb Frenzel (1715–1780), Jurist, Historiker und Philosoph